# Khirbet ar-Ras al-Ahmar
Khirbet ar-Ras al-Ahmar (àrab: خربة الراس الاحمر, Ḫirbat ar-Raʾs al-Aḥmar) és una petita vila palestina de la governació de Tubas a Cisjordània. La vila està situada a l'Àrea C de Cisjordània, i Israel hi ha designat una zona militar tancada per a l'entrenament militar. A mitjans de 2010 la vila tenia 195 residents.